# كنيسة كاجواتش
كنيسة كاجواتش (بالإسبانية: Iglesia de Caguach) هي كنيسة رومانيّة كاثوليكيّة تقع في بلدة كاجواتش، ضمن بلدية كينتشاو في تشيلي. تم تشييدها عندما كان أرخبيل تشيلوي لايزال جزءًا من ممتلكات التاج الإسباني، حيث تمثّل اندماجًا بين الثقافة اليسوعيّة الأوروبيّة ومهارات الشعوب الأصليّّة وتقاليدها، وهي مثال على ثقافة المستيزو.
إلا أنها تعرضت للتدمير إثر حريق شب بها عام 1919، فتم إعادة تشييدها عام 1925 من الخشب أيضًا.
تُعتبر كنيسة كاجواتش واحدة من أقدم الكنائس التقليديّة في تشيلوي، والتي بقيت سليمة تقريبًا من عصر البعثة اليسوعيّة.

## الحماية
تُعتبر هذه الكنيسة واحدة من 16 كنيسة خشبية فريدة تم إدراجها على قائمة التراث العالمي التابعة لليونيسكو في عام 2000 تحت مسمى كنائس تشيلوي. كما قامت جامعة تشيلي، ومؤسسة كنائس تشيلوي الثقافية، وغيرها من المؤسسات بجهود كبيرة للحفاظ على هذه المنشآت التاريخيّة.

## الموقع
تقع كنيسة كاجواتش ضمن بلدية كينتشاو (التي يقع فيها أيضًا كنيسة سانتا ماريا دي لوريتو وكنيسة كينتشاو)، شرق أرخبيل تشيلوي.